# Hans-Jürgen Thies
Hans-Jürgen Thies (nascido em 11 de agosto de 1955) é um político alemão. Nasceu em Celle, na Baixa Saxónia, e representa a CDU. Hans-Jürgen Thies é membro do Bundestag pelo estado da Renânia do Norte-Vestfália desde 2017.

## Vida
Ele tornou-se membro do bundestag após as eleições federais alemãs de 2017. É membro da Comissão dos Assuntos Jurídicos e da Defesa do Consumidor e da Comissão da Alimentação e Agricultura.